# Violent Soho
Violent Soho is een Australische alternatieve rockband die in 2004 werd opgericht in de buitenwijk Mansfield (Queensland) in Brisbane. De band bestaat uit Luke Boerdam (zang, gitaar), James Tidswell (gitaar, achtergrondzang), Luke Henery (bas, achtergrondzang) en Michael Richards (drums, achtergrondzang). Hun geluid wordt vergeleken met dat van alternatieve rockbands uit de jaren 1980 en 1990 zoals de Pixies, Mudhoney en Nirvana. Het derde studioalbum Hungry Ghost werd in september 2014 in Australië met goud gecertificeerd. Hun vierde album Waco kwam binnen op #1 in de Australische iTunes- en ARIA-hitlijsten in 2016. Het vijfde album Everything Is A-OK werd uitgebracht op 3 april 2020.

## Bezetting
- Luke Boerdam (leadzang, ritmegitaar)
- James Tidswell (leadgitaar)
- Luke Henery (basgitaar, achtergrondzang)
- Michael Richards (drums, percussie)

## Geschiedenis

### Vroege jaren
De bandleden woonden allemaal samen de Mansfield State High School bij. In een interview met Tidswell en Boerdam tijdens het Push Over-evenement in Melbourne, Australië in 2013, legden beide leden uit dat ze als kinderen tot een religieuze jongerengroep behoorden, terwijl Boerdam in een kapelband zat met drummer Richards. Tidswell onthulde in 2014 dat hij oorspronkelijk uit Nieuw-Zeeland komt, en hij legde uit: In Nieuw-Zeeland moest ik als vierjarige elke ochtend op de fiets naar school rijden in de regen, en nu woon ik in Queensland en draag ik nooit een regenjas.

### 2006-2008: de epPigs & T.V.,We Don't Belong Here
Hun debuut-ep Pigs & T.V. kwam uit in 2006. De opname bestond uit songs die Boerdam op 14-jarige leeftijd schreef en werd gefinancierd door de verkoop van de auto van Tidswell. De ep werd geproduceerd door Bryce Moorhead, een in Brisbane gevestigde producent en geluidstechnicus die de band ontdekte dankzij vroege shows, die ze uitvoerden met de punkbands Eat Laser Scumbag! en Gazoonga Attack uit Brisbane. De ep kreeg een positieve recensie in Blunt Magazine - de recensent gaf het een "8" (van de 10). Violent Soho is een luidruchtige poprock combo uit Brissyland, die de geest van het grungetijdperk nieuw leven inblaast.
Na het uitbrengen van hun debuut-ep bleef de band shows spelen in en rond Brisbane, evenals verschillende shows in Sydney, Melbourne en elders aan de oostkust van Australië. In deze periode begon Dean Turner van Magic Dirt - die in april 2009 overleed - met het managen van de band. Violent Soho toerde in 2007 met collegaband The Grates uit Queensland, maakte deel uit van de bezetting van het St Jerome's Laneway Festival 2008 en speelde met het evenement in Melbourne, Brisbane en Sydney van dat jaar. Violent Soho toerde in mei 2008 met Faker en Grafton Primary en speelde nummers van hun eerste volledige album We Don't Belong Here. Het album werd op 7 juni 2008 uitgebracht bij Emergency Music, een onafhankelijke afdruk van Turners band Magic Dirt, die op dat moment ook vrienden waren. Na het uitbrengen van het inaugurele studioalbum toerde de band door Australië, gevolgd door shows in november 2008 in New York, Los Angeles en Londen. Bij thuiskomst speelde Violent Soho meer shows en festivals die werden gehouden in de zuidelijke zomer - eind 2008/begin 2009 - waaronder Homebake, Meredith Music Festival, Falls Festival en Southbound Festival.

### 2009–2011: Ondertekening bij Ecstatic Peace! Records, verhuizing naar de Verenigde Staten,Violent Soho
Op 20 februari 2009 kondigde Violent Soho op hun MySpace-pagina aan dat ze een overweldigend opwindende deal hadden getekend met Ecstatic Peace! Records, een platenmaatschappij onder leiding van Thonicston Moore van Sonic Youth, een held van de band. Ze gaven ook aan dat ze van plan waren om een groot deel van 2009 door Australië te toeren, te toeren en op te nemen in de Verenigde Staten en vermeldden dat een nieuw album, dat uitgewerkt op het materiaal voor We Don't Belong Here was opgenomen, wereldwijd in het derde kwartaal van 2009 zou uitkomen. Medio 2009 nam de band hun titelloze tweede album op met producent Gil Norton in de Rockfield Studios in Wales. Moore presenteerde de band verschillende opties, waaronder Butch Vig en John Agnello, maar de band selecteerde Norton, omdat ze iemand wilden die een beetje opdringerig zou zijn. Na een gesprek tussen Moore en Norton herschikte de producent zijn schema om de band te huisvesten, omdat hij de demo-opnamen die hem werd gestuurd, leuk vond. Violent Soho werkte vijf weken met Norton in het Rockfield-complex, waar de band de hele duur van de opname in een appartement op het terrein woonde.
De band verhuisde naar de Verenigde Staten vóór de publicatie van Violent Soho begin 2010 en deelde een appartement in de armere delen van Brooklyn (New York). Vanwege een hectisch tourneeschema was de band echter zelden thuis en speelde ze vijf tot zes avonden per week. In de Verenigde Staten bracht de band een vinyl 7" ep in beperkte oplage uit, bestaande uit opnieuw opgenomen versies van Bombs Over Broadway en Son of Sam, die in 2009 alleen werd verkocht tijdens een Amerikaanse tournee in 2010. Op 9 maart 2010 bracht Violent Soho hun tweede, titelloze album uit bij Ecstatic Peace!, dat bestond uit een aantal herbewerkte selecties van We Don't Belong Here. Jesus Stole My Girlfriend was de eerste single van het album. De single werd ook opnieuw opgenomen met nieuwe zang van Boerdam in Simlish voor de soundtrack van De Sims 3: Ambitions. De band zou afscheid nemen van het label van Moore na het uitbrengen van het album en keerde in 2011 terug naar Australië na meer dan een jaar in de Verenigde Staten.

### 2011–2016: terugkeer naar Australië, ondertekening bij I Oh You,Hungry Ghost
Violent Soho trad op tijdens het Laneway Festival 2011, gevolgd door een Australische tournee ter ondersteuning van de Australische alternatieve rockband Jebediah medio 2011. De band werd vervolgens door Les Savy Fav gekozen om op te treden op het ATP Nightmare Before Christmas-festival, dat de laatste samen met Caribou en Battles in december 2011 samenstelde in Minehead (Verenigd Koninkrijk). De band toerde begin 2012 met de Britse band Arctic Monkeys door Australië. Violent Soho werd genomineerd voor een ARIA Award in 2012 en Tidswell onthulde in een interview in oktober 2013, dat hij felicitaties ontving van vrienden terwijl hij op weg was om werk te zoeken bij een lokale McDonald's-winkel, omdat de band niet langer was gecontracteerd bij een label en op dat moment zonder enige financiële steun. De band moest ook het songwriting-proces opnieuw opstarten en Boerdam legde uit dat er heel veel werk op handen was.
De band tekende vervolgens bij het in Melbourne gevestigde Australische onafhankelijke platenlabel I Oh You en bracht op 27 augustus 2012 de nieuwe single Tinderbox uit. In november 2012 viel een Australische tournee samen met de publicatie van de dubbel-single Tinderbox/Neighbor Neighbor en werd een videoclip geproduceerd voor Neighbor Neighbor. Boerdam verklaarde in maart 2013 dat de relatie met I Oh You gunstig was, aangezien het labelhoofd, dat Boerdam omschreef als een legende, het perspectief van de band begreep en de band nooit het gevoel had dat ze te veel vroegen van het label.
In april 2013 onthulde de band via hun Facebook-account, dat ze bezig waren met het opnemen van hun volgende volledige album. Het album werd geproduceerd door Moorhead, door Boerdam beschreven als de Brisbane's versie van Steve Albini en opgenomen in de Shed Studios van Darek Mudge. Boerdam verklaarde dat de band oordeelkundig was met de nummers die ze hadden afgesproken voor het album om op te nemen en niet zouden aarzelen om ondermaats materiaal weg te gooien. In juli 2013 kondigde Violent Soho aan dat hun volgende album Hungry Ghost zou heten en op 6 september 2013 bij het I Oh You-label zou verschijnen - de eerste single In The Aisle werd op 8 juli 2013 uitgebracht.
Een video voor het nummer In The Aisle werd uitgebracht op 16 juli 2013. De video, geregisseerd door Tristan Houghton, documenteert een naakte fietser die rond Brisbane rijdt en flyers verspreidt voor een echt naakt fietstochtevenement. Tidswell en Boerdam legden in augustus 2013 uit dat in de video de muzikant uit Brisbane en de lokale nudistenactivist Dario Western te zien zijn, die landelijke aandacht kreeg voor zijn nudistenevenement via ochtendtelevisieprogramma's. Dario was betrokken bij het filmen van de videoclip Neighbor Neighbor, maar hij verscheen niet in de definitieve versie, dus de band vroeg hem om als enige acteur te verschijnen in In The Aisle. Boerdam verklaarde dat de aandacht van Dario de publiciteit van Violent Soho overschaduwde. Een video voor het nummer Covered In Chrome, gefilmd in het huis van Henery, werd uitgebracht op 16 oktober 2013 en wordt afgesloten met een persoon die items in brand steekt op een waslijn in de achtertuin. Ideeën en beelden in de songtekst van het lied werden geïnformeerd door een Wikipedia-artikel over de Hongaarse Opstand in 1956, dat Boerdam had gelezen.
De albumtitel is geïnspireerd op het Kalle Lasn-boek Culture Jam. Hungry Ghost werd door de online publicatie Faster Louder aangemerkt als het op drie na beste album van 2013. Er wordt verwezen naar Faster Louder's septemberrecensie van het album, waarin werd geschreven dat de vingerafdrukken van Shihad, Japandroids, Wavves, Bleeding Knees Club, Blink 182 en Children Collide verschijnen op het album. De band toerde met het Australian Big Day Out-festival in januari 2014.
Tijdens de Big Day Out-tournee van 2014 verklaarde Boerdam dat zijn favoriete nummers om destijds live te spelen Dope Calypso en OK Cathedral waren, terwijl Tidswell OK Cathedral en Lowbrow aanduidde. De Hungry Ghost-single Covered In Chrome werd verkozen op de veertiende positie van de Hottest 100-lijst van 2013, die elke Australia Day (26 januari) door het triple J jeugdradiostation werd aangekondigd. De band verklaarde in een interview begin januari 2014 dat ze er niet zeker van waren dat ze in de top 20 van de poll zouden staan. In maart 2014 werd de band geselecteerd door triple J voor zijn jaarlijkse One Night Stand-evenement, een gratis regionaal festival dat in 2013 zijn tiende verjaardag vierde. Naast artiesten als Illy en Dan Sultan, zou de band spelen in de landelijke stad Mildura, Victoria. De muziekvideo Saramona Said, waarin een groep van vier jonge vrienden naar een Violent Soho-optreden rijdt, werd op 8 april 2014 geüpload naar het YouTube-kanaal I Oh You. De band werkte samen met regisseur Dan Graetz aan de video en de bezetting bestond uit Mikey Wulff, Hannah Wagner, Tom Butler en Cole Orr. In juni 2014 tekende de band een platencontract bij het Amerikaanse label SideOneDummy Records voor een Amerikaanse publicatie van Hungry Ghost in september. Eind juni 2014 meldde New Noise Magazine dat Hungry Ghost de zesde plaats in de Australische albumhitlijst had bereikt en dat de band had getekend bij het Amerikaanse platenlabel SideOneDummy voor een publicatie in september 2014 van het album in de Verenigde Staten.
Boerdam verklaarde ook dat de band openstaat voor internationale bekendheid op locaties als Europa en de Verenigde Staten. De band bereikte de goudstatus voor Hungry Ghost in september 2014, nadat 30.000 exemplaren van het album in Australië waren verkocht. Violent Soho kondigde de No Sleep Til Mansfield nationale Australische tournee aan, gepland voor november-december 2014 om de prestatie te herdenken. Voorafgaand aan het begin van de tournee ging op 27 oktober 2014 een videoclip in première voor het Hungry Ghost-nummer Eightfold. Het album plaatste zich op nummer 60 in de ARIA Year-End Albums Chart van 2014. In oktober 2015 bracht de band een split 7" vinyl uit met de Amerikaanse punkrockband Spraynard. Het bevatte twee nieuwe nummers van Violent Soho en een nieuw nummer van Spraynard.

### 2016–2019:Waco
Op 3 februari 2016 kondigde de band de publicatiedatum aan van hun vierde studioalbum Waco als 18 maart 2016 en de promotiesingle Viceroy werd vervolgens uitgebracht op YouTube. Nadat Waco door Triple J was gekozen als 'Feature Album' voor de week die begon op 14 maart 2016, plaatste het zich op de #1 positie in de Australische iTunes Albums-hitlijst, terwijl zeven shows van de albumtournee in mei 2016 uitverkocht waren. Het album kwam binnen op #1 in de ARIA Charts. De band was de kop van de editie van 2017 van het regionale Groovin the Moo-festival, de laatste officiële shows van de band voordat ze een langere pauze namen. Tijdens de pauze van de band vormde Henery de nieuwe band Total Pace. Tidswell diende als producent op Dune Rats' derde studioalbum Hurry Up and Wait, terwijl Richards optredens speelde als vervangend drummer voor WAAX en Tired Lion.

### 2019-heden:Everything is A-OK
Op 14 november 2019 bracht de band het nieuwe nummer A-OK uit naar aanleiding van een reeks advertentieposters en reclameborden die in Sydney, Melbourne en Brisbane werden geplaatst. Een week later brachten ze de tweede single Vacation Forever uit. De song plaatste zich in de Triple J Hottest 100 van 2019 op #69. In december 2019 trad de band voor het eerst op sinds 2017 op het Good Things Festival in Sydney, Melbourne en Brisbane. Een videoclip voor Vacation Forever werd uitgebracht, samengesteld uit beelden van deze uitvoeringen. Begin februari 2020 kondigde de band subtiel aan dat ze de volgende week drie intieme headliner-shows zouden spelen in Sydney, Melbourne en Brisbane. In plaats van een officiële aankondiging te doen, stuurde de band papieren flyers om de shows te promoten. Toegang tot tickets was alleen beschikbaar via een persoonlijke aankoop bij Red Eye Records in Sydney, Oh! Jean Records in Melbourne of Rocking Horse Records in Brisbane. In de platenzaken werd onthuld dat het nieuwe album van de band Everything is A-OK werd genoemd en zou worden uitgebracht op 3 april 2020.

## Cover versies
Als onderdeel van het segment Like a Version van het triple J-radiostation voerde de band Northeast Party House op 15 juli 2014 een live-to-air coverversie van Covered In Chrome uit. De versie bevatte een electro-invloed, evenals een Lorde-referentie. Op 21 mei 2015 werd Violent Soho opnieuw gecoverd in het Like a Version-programma door de band Tired Lion uit Perth. De cover werd live uitgevoerd in combinatie met een couplet van de song 1979 van The Smashing Pumpkins. Op 14 april 2016 voerde Modern Baseball een getrouwe vertolking uit van het Violent Soho-nummer Dope Calypso voor het programma Like a Version.

### Perspectieven
Tidswell verscheen in een korte documentaire, geregisseerd door Dan Graetz, die de videoclip Covered In Chrome regisseerde, waarin hij sprak over het bedrijf van muziek vanuit het perspectief van een artiest. Gesponsord door de alcoholproducent van Jack Daniel filmde Graetz Tidswell samen met andere muzikanten zoals Kate Miller-Heidke om inzicht te krijgen in de toestand van de Australische muziekindustrie en publiceerde de documentaire The Truth About Money In Music in minder dan tien minuten - op 20 juli 2014.

### Privéleven
De bandleden verklaarden tijdens een interview in januari 2014 dat ze allemaal in dienst zijn, naast hun rol in de band. In januari 2014 legde Tidswell uit dat hij elke avond behandelt als een oudejaarsfeest, terwijl de rest van de band een vergelijkbare aanpak hanteert wanneer ze samen zijn. Tidswell en Boerdam gaven echter toe dat goede vrienden van de DZ Deathrays een grotere capaciteit hebben op het gebied van een feestlevensstijl en consequent langer leven dan de leden van Violent Soho, die doorgaans niet verder kunnen gaan dan middernacht. In augustus 2013 legde Tidswell uit dat een adoptie van de Brisbane-mentaliteit high worden en muziek spelen betekent. Boerdam legde in juli 2014 uit dat de geschiedenis van de band er een is waarin leden persoonlijke zorgen voorop stellen. In hetzelfde interview onthulde Boerdam dat hij onlangs echtgenoot was geworden, met een Europese huwelijksreis gepland voor september 2014, terwijl zowel Henery als Tidswell vaders zijn.

## Discografie

### Singles
- 2009:	My Pal/Task Force
- 2010:	Jesus Stole My Girlfriend
- 2010: Muscle Junkie
- 2010: Son of Sam/Bombs Over Broadway
- 2012:	Tinderbox
- 2012: Neighbour Neighbour
- 2013:	In the Aisle
- 2013: Covered in Chrome
- 2014:	Saramona Said
- 2014: Fur Eyes
- 2015: Like Soda
- 2016:	Viceroy
- 2016: So Sentimental
- 2016: Blanket
- 2016: No Shade
- 2017: How to Taste
- 2019:	A-OK
- 2019: Vacation Forever
- 2020:	Lying on the Floor
- 2020: Pick It Up Again
- 2020: Canada

### Ep's
- 2006: Pigs & T.V. (cd/dd, Victim Records)

### Albums
- 2008: We Don't Belong Here (cd/download, Emergency Music)
- 2010: Violent Soho (cd/download, Universal Motown, Ecstatic Peace)
- 2013: Hungry Ghost (cd/lp/download/streaming, I Oh You)
- 2016: Waco (cd/lp/download/streaming, I Oh You)
- 2020: Everything Is A-OK (cd/lp/download/streaming, I Oh You)